# Calvillo (kommun)
Calvillo är en kommun i Mexiko.   Den ligger i delstaten Aguascalientes, i den centrala delen av landet, 500 km nordväst om huvudstaden Mexico City. Antalet invånare är 50 183. Arean är 932 kvadratkilometer.
Terrängen i Calvillo är kuperad åt sydost, men åt nordväst är den bergig.
Följande samhällen finns i Calvillo:
- Calvillo
- El Cuervero
- Valle Huejúcar
- La Labor
- Mesa Grande
- El Salitre
- La Rinconada
- Solidaridad Fraccionamiento
- Colomos
- La Teresa
- El Rodeo
- Las Tinajas
- Piedras Chinas
- Temazcal
- Palo Alto
- El Llano
- El Maguey
- Antorchistas Fraccionamiento
- San Nicolás
- El Tepetate de Arriba
- El Sauz de la Labor